# Gayane Chiloyan
Gayane Chiloyan, född 27 september 2000, är en armenisk friidrottare. Hon deltog vid olympiska sommarspelen 2016.